# Хеляса
Хеляса (рум. Hăleasa) — село у повіті Сучава в Румунії. Адміністративно підпорядковане місту Броштень.
Село розташоване на відстані 312 км на північ від Бухареста, 61 км на південний захід від Сучави, 141 км на захід від Ясс.

## Населення
За даними перепису населення 2002 року у селі проживали 263 особи, усі — румуни. Усі жителі села рідною мовою назвали румунську.